# Campeonato Europeu de Patinação Artística no Gelo de 1926
O Campeonato Europeu de Patinação Artística no Gelo de 1926 foi a vigésima quinta edição do Campeonato Europeu de Patinação Artística no Gelo, um evento anual de patinação artística no gelo organizado pela União Internacional de Patinação (em inglês:  International Skating Union) onde os patinadores artísticos competem pelo título de campeão europeu. A competição foi disputada na cidade de Davos, Suíça.

## Eventos
- Individual masculino

## Medalhistas
| Evento                        | Ouro                  | Prata                     | Bronze                   |
| Individual masculino detalhes | Willy Böckl · Áustria | Otto Preißecker · Áustria | Georges Gautschi · Suíça |

## Resultados

### Individual masculino
| Pos.              | Nome                 | Nacionalidade |
| ----------------- | -------------------- | ------------- |
| Medalha de ouro   | Willy Böckl          | Áustria       |
| Medalha de prata  | Otto Preißecker      | Áustria       |
| Medalha de bronze | Georges Gautschi     | Suíça         |
| 4                 | John Page            | Reino Unido   |
| 5                 | Gunnar Jakobsson     | Finlândia     |
| 6                 | Robert van Zeebroeck | Bélgica       |
| 7                 | Hugo Distler         | Áustria       |
| 8                 | Artur Vieregg        | Alemanha      |

## Quadro de medalhas
| Ordem | País    | Medalha de ouro | Medalha de prata | Medalha de bronze |   | Ordem por total |
| ----- | ------- | --------------- | ---------------- | ----------------- | - | --------------- |
| 1     | Áustria | 1               | 1                |                   | 2 | 1               |
| 2     | Suíça   |                 |                  | 1                 | 1 | 2               |
| TOTAL | TOTAL   | 1               | 1                | 1                 | 3 | —               |